# Charles Perrow
Charles Perrow (Tacoma, 9 februari 1925 — Hamden, 12 november 2019) was een Amerikaanse socioloog en emeritus professor aan de Yale-universiteit en bezoekend professor aan de CISAC van de Stanford-universiteit. Hij was organisatiedeskundige en heeft zich toegelegd op de ontwikkeling van de bureaucratie in de negentiende eeuw en ongevallen met hoog-risico technologieën, wat hij normale ongelukken noemt omdat ze onvermijdelijk zijn bij complexe systemen met sterke koppeling.